# Čihadelské rybníky
Přírodní památka Čihadelské rybníky se nachází poblíž obce Kněžičky a představuje tři menší rybníky ležící v Oboře Kněžičky (Žehuňská obora). Území je veřejnosti běžně nepřístupné. Hlavním předmětem ochrany je makrofytní vegetace přirozeně eutrofních a mezotrofních stojatých vod (nejvýznamnější je nejjižněji ležící a mělký rybník) a živočichů na tyto biotopy vázaných, zejména kuňky obecné (Bombina bombina), čolka obecného (Triturus vulgaris) a šídla lučního (Brachytron pratense).
Přírodní památka je rovněž součástí evropsky významné lokality Žehuňsko a rozlehlé ptačí oblasti Žehuňský rybník – Obora Kněžičky soustavy Natura 2000. Z chráněných druhů živočichů a rostlin se zde dále vyskytují ještěrka obecná (Lacerta agilis), ropucha obecná (Bufo bufo), skokan zelený (Rana esculenta), užovka obojková (Natrix natrix), ostřice pozdní (Carex oederi), rdest trávolistý (Potamogeton gramineus), rdest ostrolistý (Potamogeton acutifolius), rdest světlý (Potamogeton lucens), skřípinec jezerní (Schoenoplectus lacustris), bublinatka jižní (Utricularia australis) a rozrazil štítkovitý (Veronica scutellata).

## Galerie

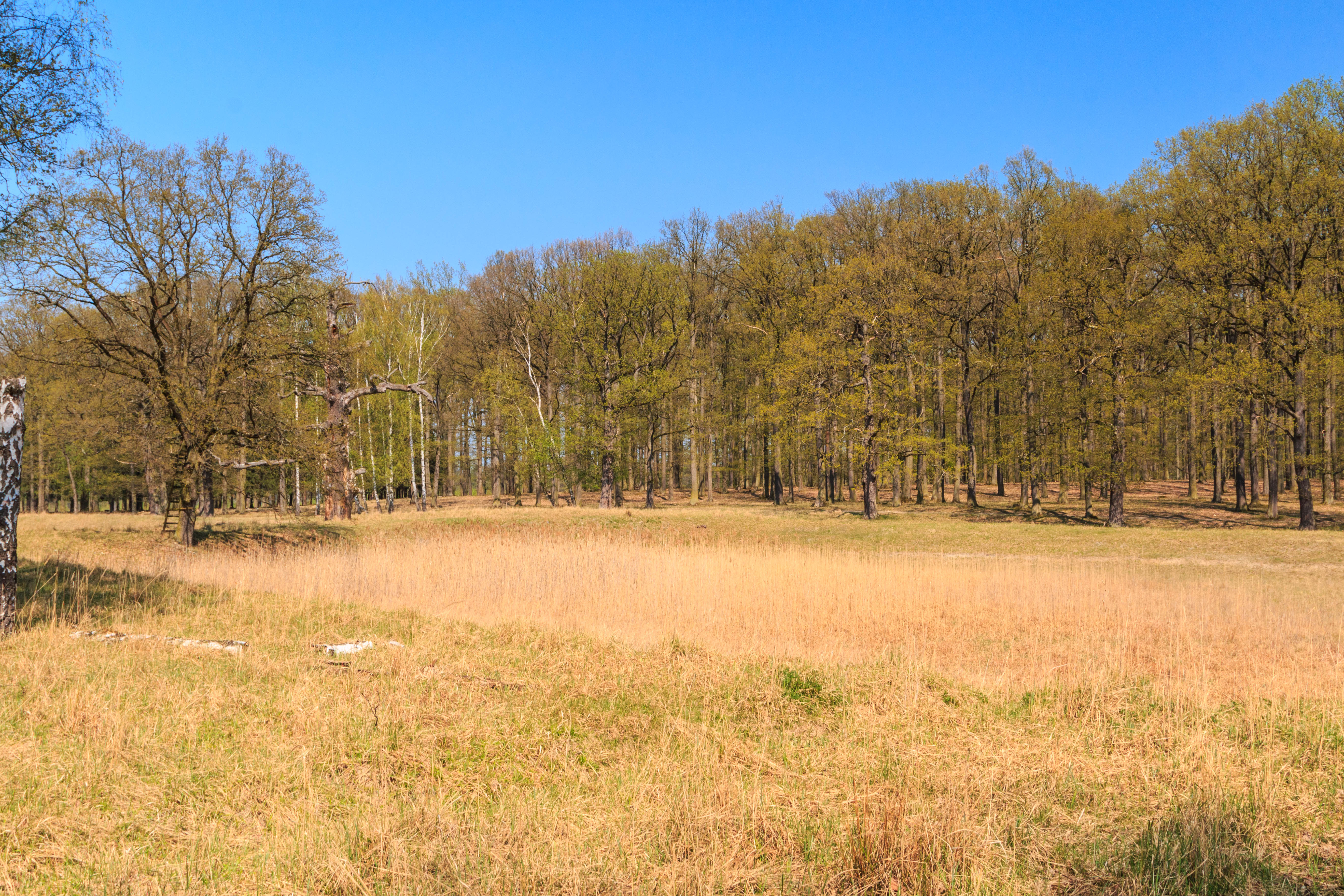
PP Čihadelské rybníky
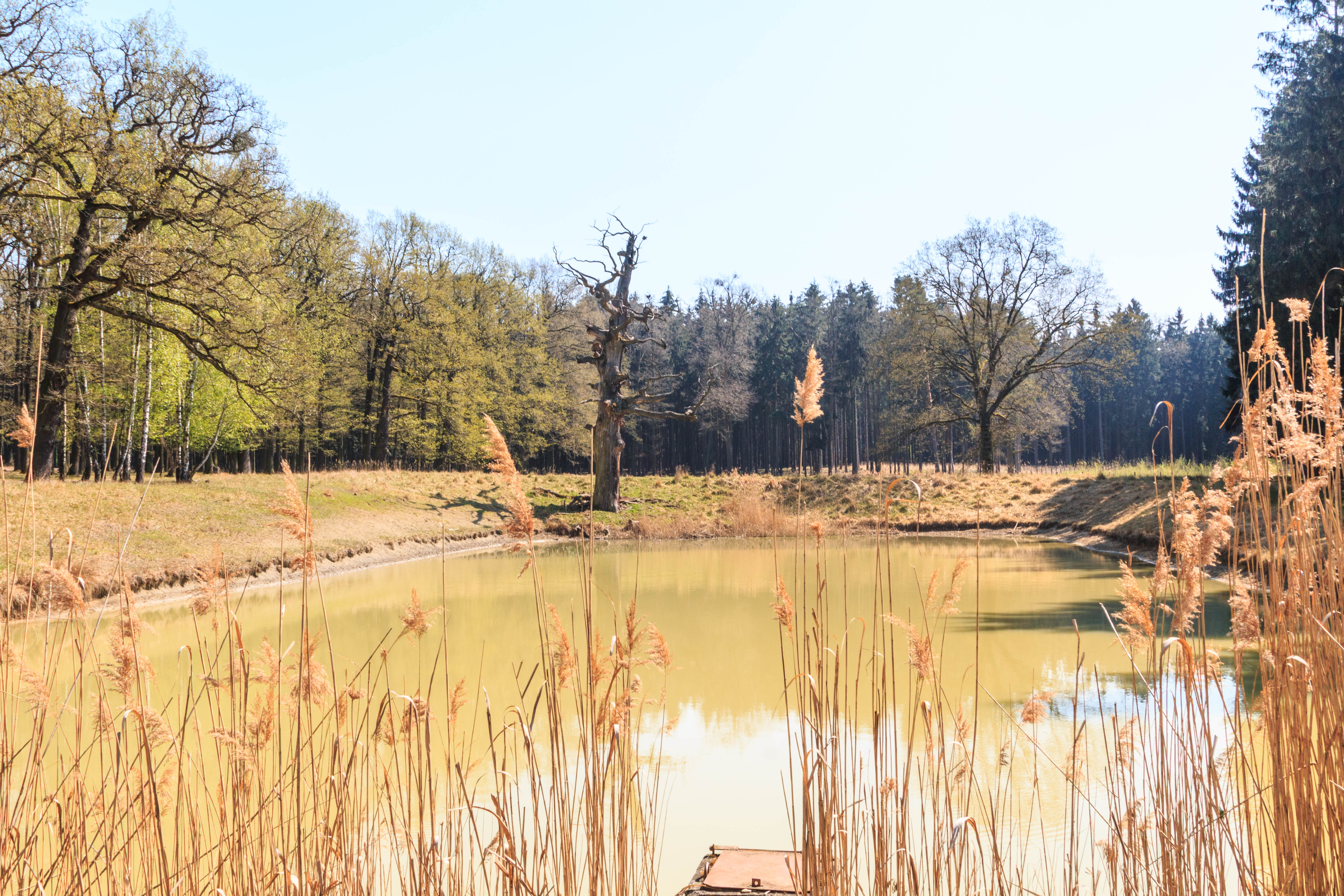
PP Čihadelské rybníky
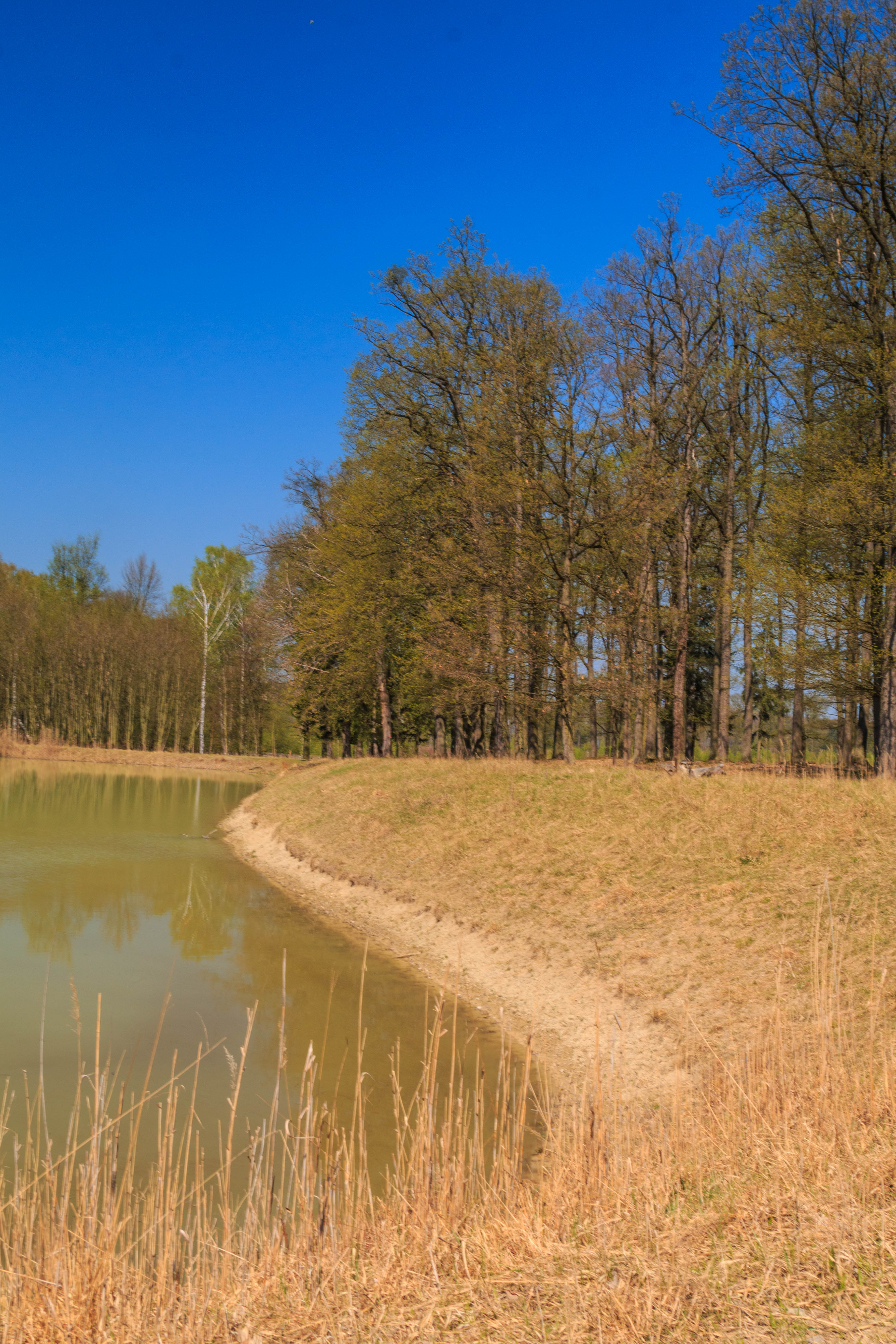
PP Čihadelské rybníky
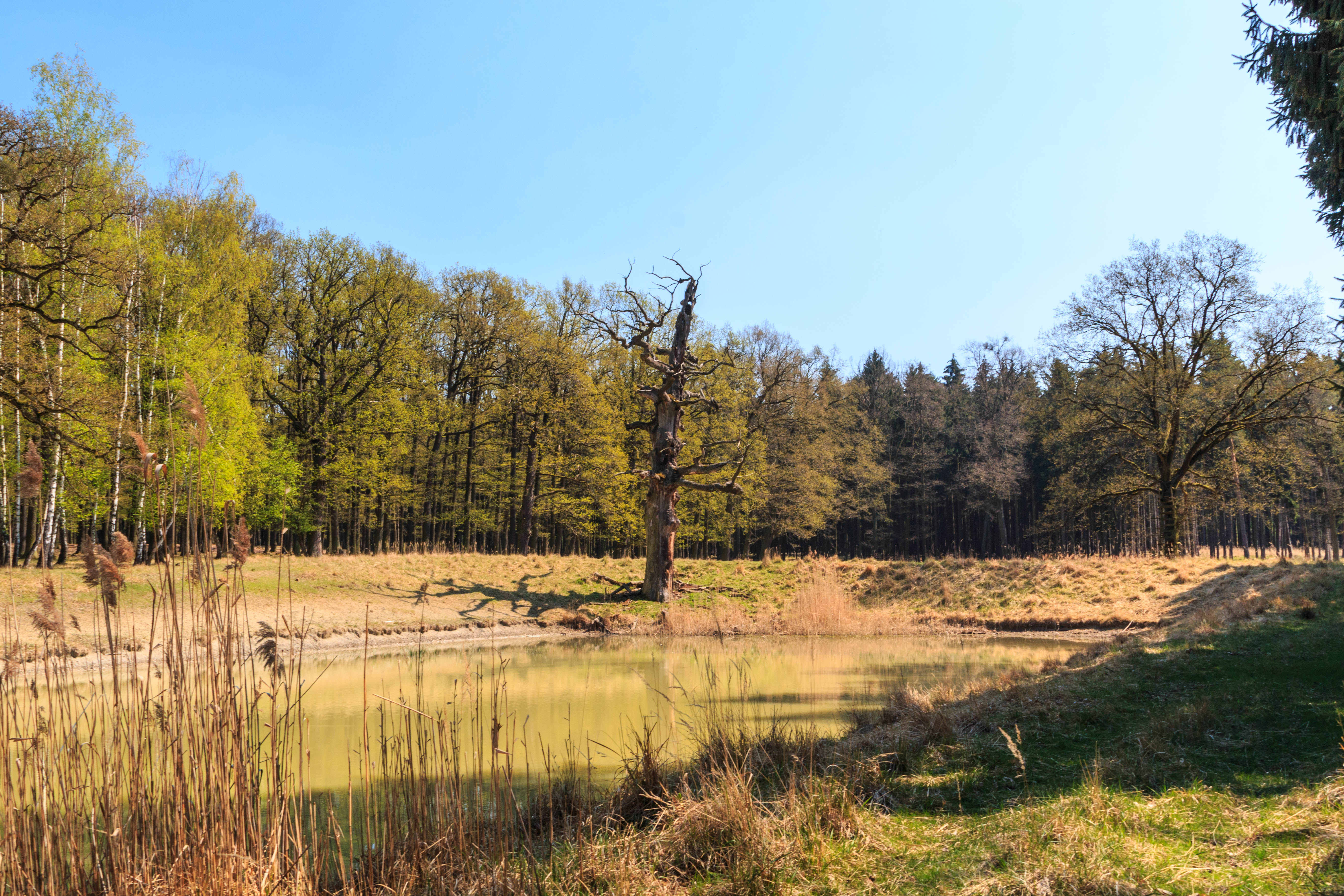
PP Čihadelské rybníky